# Francuski materializm
Francuski materializm – najwyższa, jakościowo nowa forma materialistycznej myśli XVIII w., różniąca się istotnie od poprzedzających ją doktryn materialistycznych. Plejada francuskich filozofów materialistów XVIII wieku – La Mettrie, Holbach, Helwecjusz, Diderot – po raz pierwszy szeroko i otwarcie rozwinęła bojowy sztandar walczącego materializmu . Francuski materializm uogólnił zdobycze przyrodoznawstwa XVII–XVIII w. i stanowił w przeddzień rewolucji francuskiej teoretyczny oręż rewolucyjnej burżuazji walczącej przeciw ideologii feudalnej; nosił bojowy, postępowy charakter. Filozofia francuskiego materializmu obejmuje materialistyczną teorię przyrody oraz naukę o człowieku i społeczeństwie.